# Meester van Alkmaar
De Meester van Alkmaar (ook wel Meester van de Zeven werken van Barmhartigheid genoemd) was een Nederlands kunstschilder die in Alkmaar werkzaam was in de periode van ca. 1490 – 1510. De aanduiding verwijst naar een serie schilderingen die hij zou hebben vervaardigd over het onderwerp de zeven werken van barmhartigheid.
Het werk werd in 1504 in opdracht van de broederschap van de Heilige Geest gemaakt voor de Grote of Sint-Laurenskerk in Alkmaar. Er wordt wel aangenomen dat de schilder Cornelis Buys I was (suggestie van Max Jakob Friedländer, vervolgens sterke aanname door Godfridus Johannes Hoogewerff), een broer van Jacob Cornelisz. van Oostsanen, maar ook Pieter Gerritsz (als alternatief voor Hoogewerffs volgens anderen al te sterke aanname) zou in aanmerking komen. Bij beiden is echter geen enkele zekerheid te geven.
Het enigszins gehavende werk hoort tot de collectie van het Rijksmuseum in Amsterdam.
De zeven panelen van het werk dragen elk een verklarend onderschrift:
- deelt mildelick den armen // god zal u weder ontfarmen
- Van spijs ende drank in dit leven // duisentfout zal u weder werden gegeven
- Uwen evenmensche zijn naecktheyt wilt decken // op dat god wijt doet uwer soden vlecken
- Van den doden te begraven so wij lesen // wert thobias van god gepresen
- Die heer spreekt Wilt mij verstaen // wat Ghij den minsten doet wert mij gedaen
- Wilt ziecken ende crancken vysenteren // u loon zal ewelick vermeren
- Die gevangen verlost met caritaten // het comt hier nae zijner zielen te baten

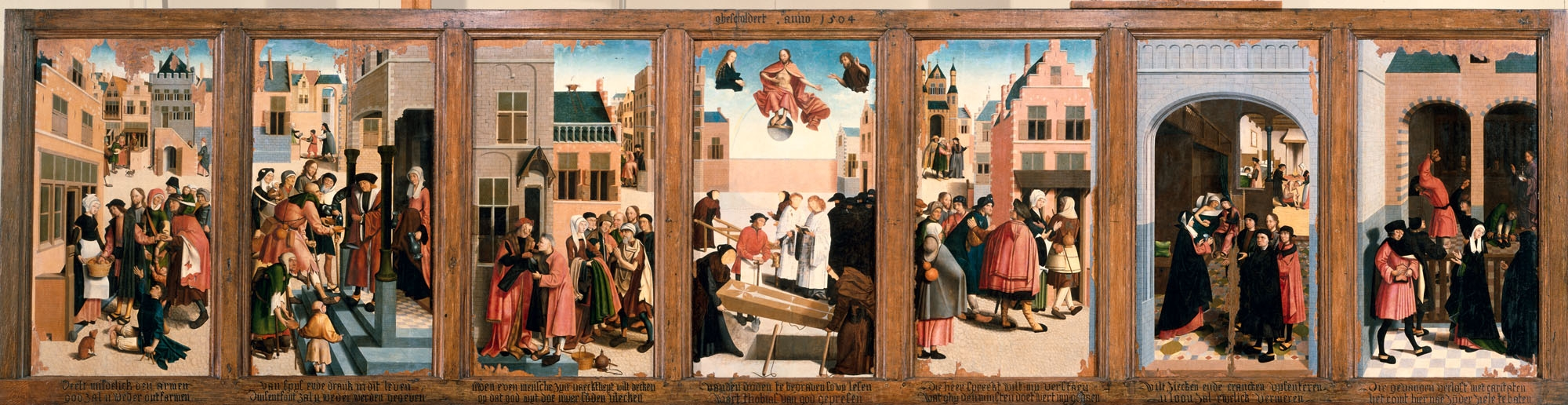
De zeven werken van barmhartigheid, 1504. Afmetingen: 1,2 m × 4,72 m